# Löbichau
Löbichau ist eine Gemeinde im thüringischen Landkreis Altenburger Land. Sie gehört zur Verwaltungsgemeinschaft Oberes Sprottental.

## Geographie
Löbichau ist die westlichste Gemeinde des Landkreises Altenburger Land. Durch die Gemeinde fließt die Großensteiner Sprotte. Das Gemeindegebiet wird nach der naturräumlichen Gliederung des Landes Thüringen dem Rand des Altenburger Lössgebiets zugerechnet. Das Gemeindegebiet liegt am Übergang zum Ronneburger Acker- und Bergbaugebiet. Der größte Teil der Gemeindefläche wird landwirtschaftlich genutzt.
Die Gemeinde bestand zunächst aus dem Ortsteil Löbichau. Dann wurden weitere umliegende Dörfer eingemeindet: Falkenau am 1. Oktober 1922, Großstechau und Kleinstechau am 1. Juli 1950, Drosen mit Ingramsdorf am 1. Oktober 1961 und Beerwalde am 1. Januar 1974.
Die nächsten Städte sind Schmölln und Posterstein (4 km östlich), sowie Ronneburg (4 km südwestlich) im Landkreis Greiz.

## Einwohnerentwicklung
Entwicklung der Einwohnerzahlen in den Jahren 1933 bis 1939. Die Zahlen beziehen sich auf den Gebietsstand von 1939:
| Ort Löbichau Beerwalde Drosen Großstechau Kleinstechau | 1933 364 316 176 149 110 | 1939 326 305 159 156 126 |

Entwicklung der Einwohnerzahl seit 1994 (ab 1994: Stand jeweils 31. Dezember):
| - 1994: 1.291 - 1995: 1.286 - 1996: 1.295 - 1997: 1.325 - 1998: 1.329 - 1999: 1.269 | - 2000: 1.284 - 2001: 1.255 - 2002: 1.268 - 2003: 1.266 - 2004: 1.184 - 2005: 1.174 | - 2006: 1.140 - 2007: 1.123 - 2008: 1.097 - 2009: 1.103 - 2010: 1.084 - 2011: 1.027 | - 2012: 1.007 - 2013: 1.008 - 2014: 0992 - 2015: 0976 - 2016: 0960 - 2017: 0953 | - 2018: 0960 - 2019: 0973 - 2020: 0957 - 2021: 0944 - 2022: 0978 - 2023: 0957 |

 Datenquelle ab 1994: Thüringer Landesamt für Statistik

## Politik

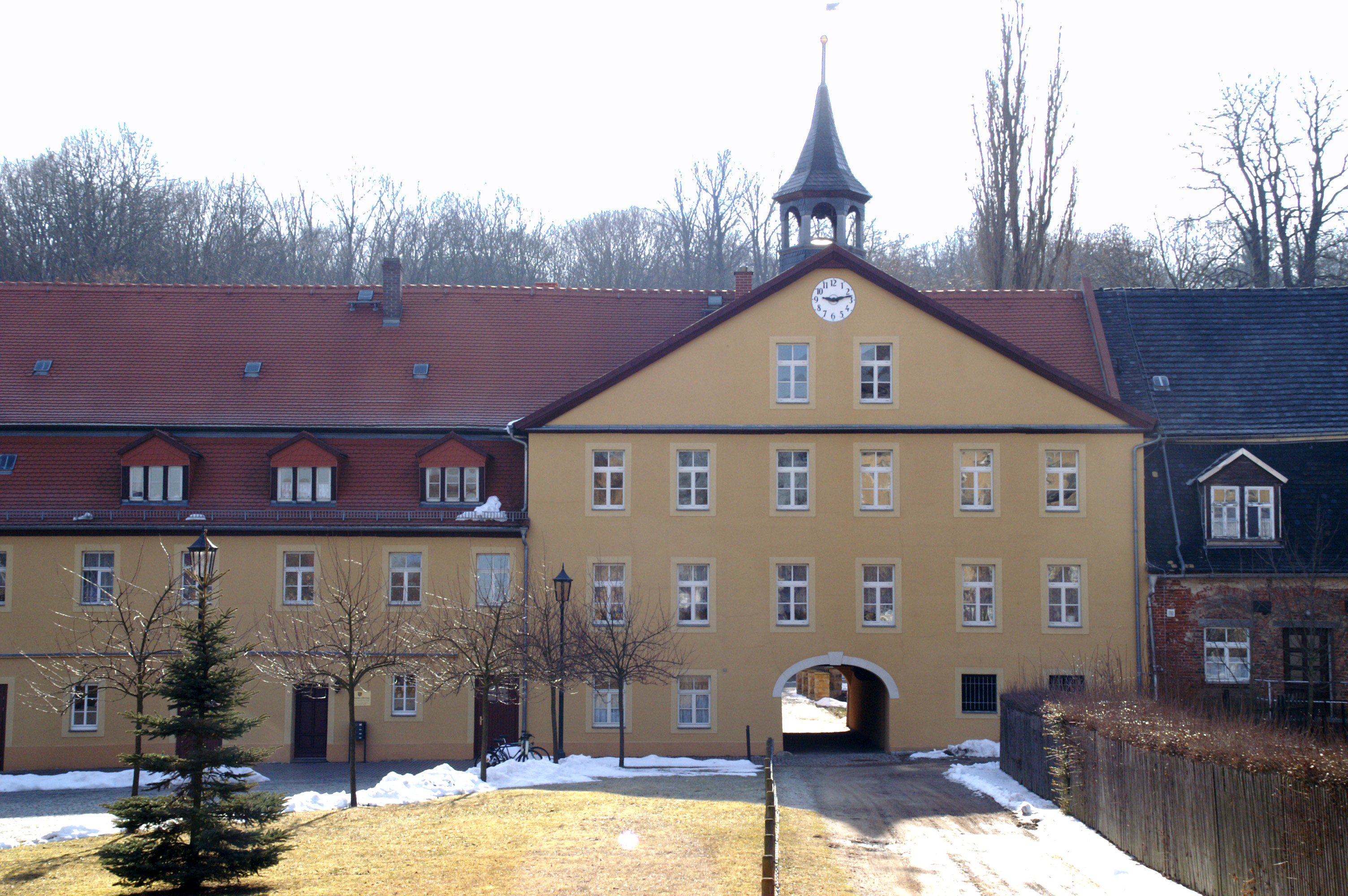
Torhaus, heute Sitz der Gemeindeverwaltung

### Gemeinderat
Seit der Kommunalwahl am 25. Mai 2014 setzt sich der Gemeinderat wie folgt zusammen:
- CDU-Wählergruppe: 1 Sitz (7,1 %)
- Freie Wählergruppe: 11 Sitze (92,9 %)

Die Wahlbeteiligung lag bei 64,3 % (−2,3 %p).

### Bürgermeister
Bürgermeister ist seit 1990 Rolf Hermann (FDP). Er wurde zuletzt am 5. Juni 2016 mit einer Mehrheit von 98,9 % ohne Gegenkandidaten und einer Wahlbeteiligung von 53,0 % (−1,0 %p) im Amt bestätigt.

### Wappen
Blasonierung: „Halbgeteilt und gespalten; oben in Rot die goldene Blüte der Sonnenblume, die Staubgefäße durch ein goldenes Rautengitter in Schwarz, vorn unten in Schwarz silberne Hammer und Schlägel und hinten in Gold ein roter, golden gekrönter, schwarzbewehrter Löwe.“

## Kultur und Sehenswürdigkeiten

### Schloss Löbichau
Inmitten des sumpfigen Geländes wurde eine Wasserburg errichtet, welche später zum Rittergut wurde und im 13. Jahrhundert erstmals erwähnt wird. Bis 1360 gehörte das Anwesen den Herren von Swentz. 1494 waren die Herren von Ende und ab 1619 die Herren von Einsiedel die Besitzer. Familie von Hoym kaufte den Besitz 1730.
1794 erwarb ihn die Herzogin Dorothea von Kurland, die von 1796 bis 1798 auf den Grundmauern der Burg ein klassizistisches Schloss errichten ließ. Ein Englischer Landschaftsgarten umgab das Schloss und in der Nachbarschaft wurde im barockisierenden Stil das kleinere Schloss Tannenfeld errichtet. Beide Schlösser zusammen bildeten den „Musenhof Löbichau“ mit Besuchen bedeutender politischer und kultureller Persönlichkeiten. Der russische Zar Alexander I. besuchte den Ort 1808, um eine Verbindung mit der Familie des französischen Außenministers, den Talleyrand-Périgord, einzufädeln; auf seine Vermittlung heiratete im Jahr darauf eine der vier Töchter der Herzogin Talleyrands Neffen. Gäste waren auch der König von Preußen, Napoleon, Metternich, Goethe, Schiller, Gottfried und Theodor Körner. Nach dem Tode der Herzogin 1821 fiel der Besitz an ihre Tochter Johanna Katharina Prinzessin Biron von Curland (1783–1876), verheiratet mit Francesco Pignatelli, Herzog von Acerenza. Nach deren Tod 1876 fiel er an ihre Nichte Luise von Tümpling geb. von Boyen, Tochter des Generals Leopold Hermann von Boyen und seiner Frau Franziska geb. Prinzessin Biron von Curland. 1886 wurde im Schloss ein Körner-Zimmer eingerichtet, in dem die engen Beziehungen zwischen der Herzogin und dem Freiheitsdichter Theodor Körner dokumentiert wurden.
Frau von Tümpling stiftete das Schloss 1908 als Johanna-Luisen-Stift der Deutschen Adelsgenossenschaft, die dort ein Damenstift und bis 1930 auch eine Hauswirtschaftsschule betrieb. Dem Reifensteiner Verband war die Schule seit 1908 angeschlossen. Freya von Moltke, geb. Deichmann, besuchte die Schule ab April 1928 für ein Jahr.
Nach 1945 wurde vom Landkreis Gera dort ein Altersheim eröffnet, und ab 1951 wurde es vom Landkreis Schmölln als Verwaltungssitz genutzt.
Die durch die Gemeindeverwaltung genutzten Teile des Schlosses in Löbichau befinden sich in einem guten baulichen Zustand, während das Hauptgebäude 2009 zugunsten des Neubaus eines Alten- und Pflegeheims abgerissen wurde. Das 2009 abgerissene klassizistische Hauptgebäude wurde durch einen als Alten- und Pflegeheim dienenden Neubau in Anlehnung an das historische Erscheinungsbild ersetzt. Für das leerstehende Schloss in Tannenfeld gibt es noch keine Nachnutzung.

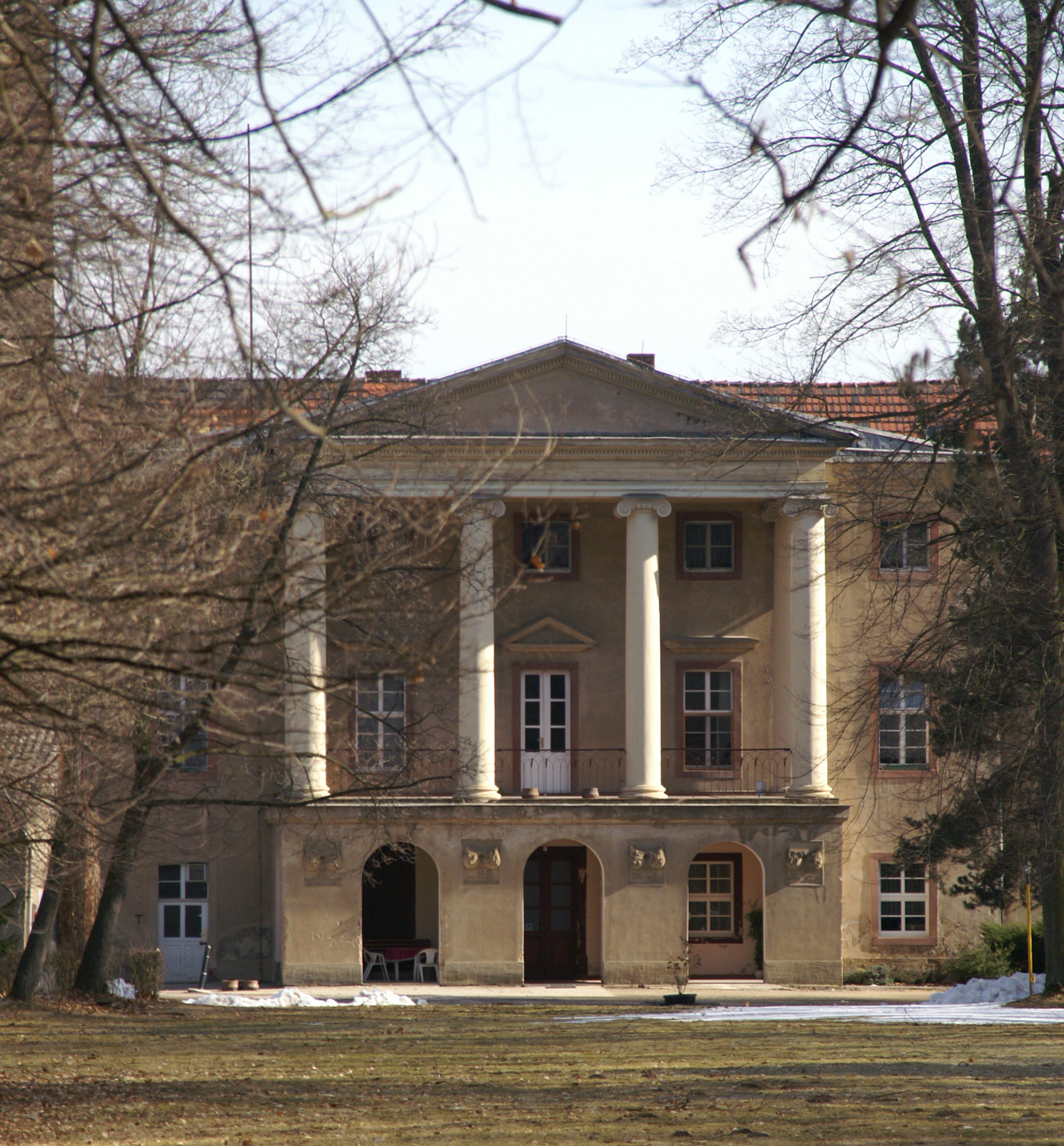
Schloss Löbichau, 2009 abgerissen
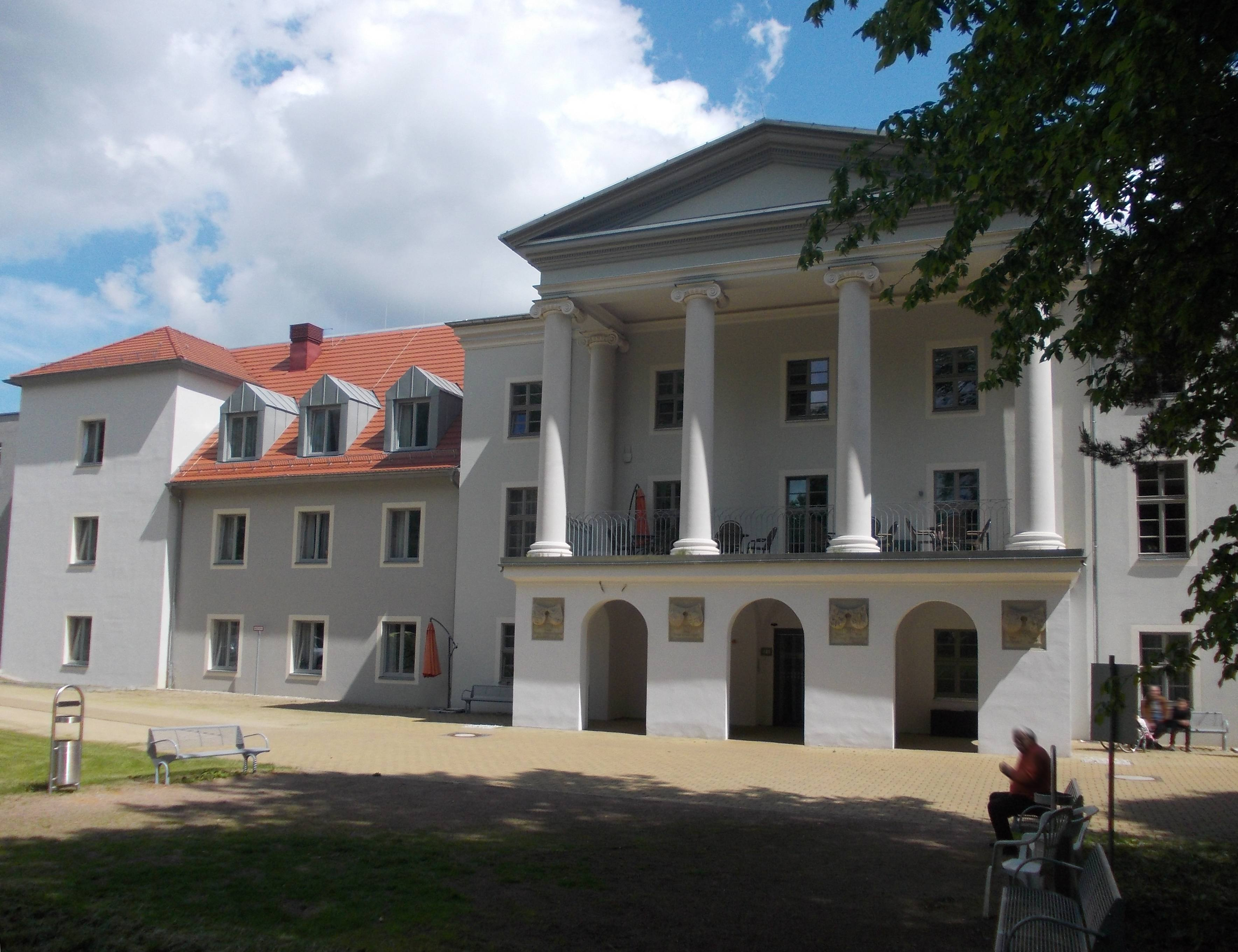
Schloss Löbichau, historisierender Neubau (2015)
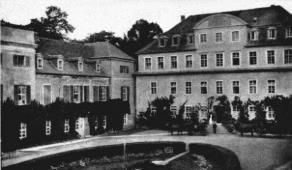
Wirtschaftliche Frauenschule Löbichau
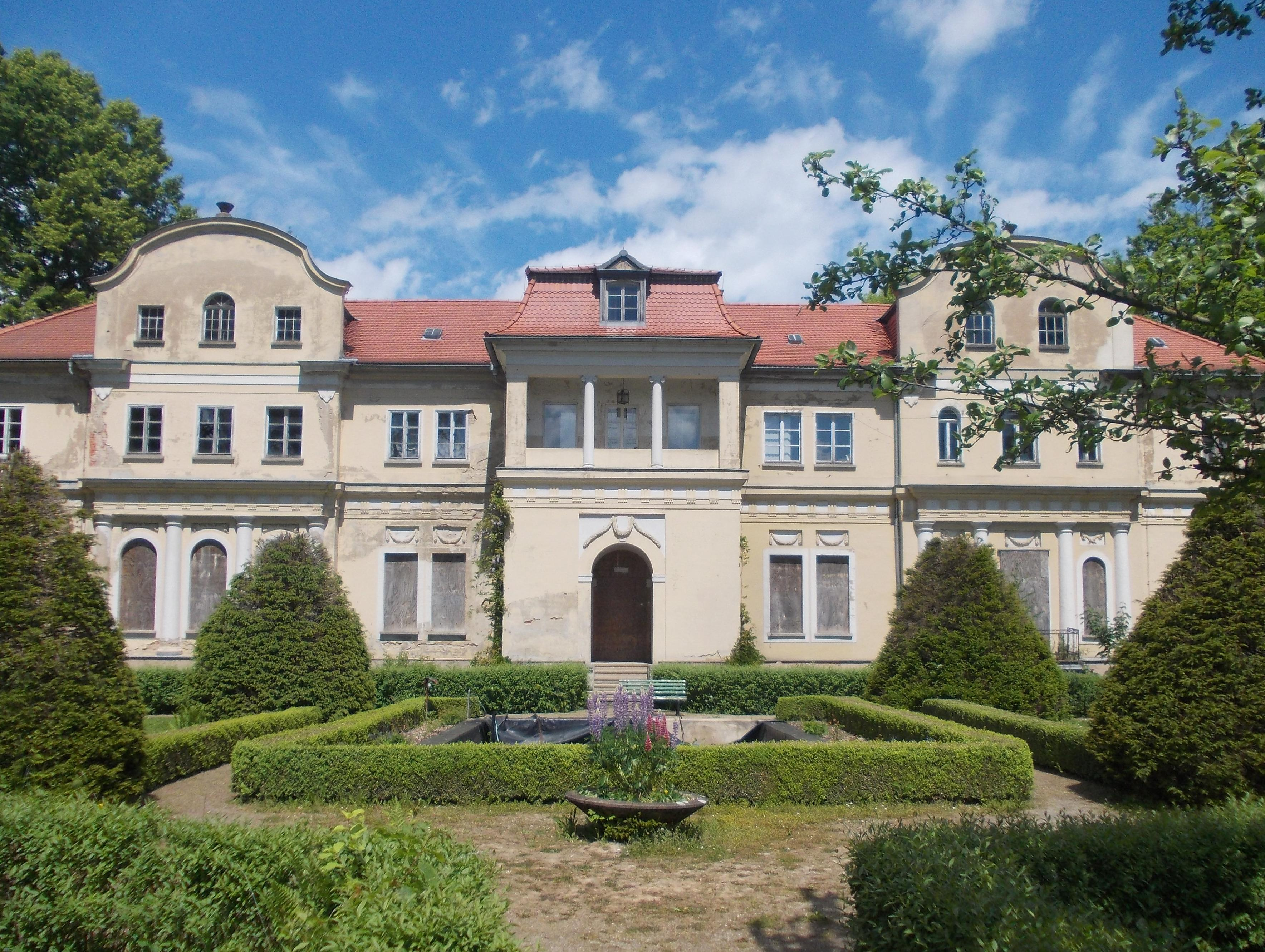
Schloss Tannenfeld
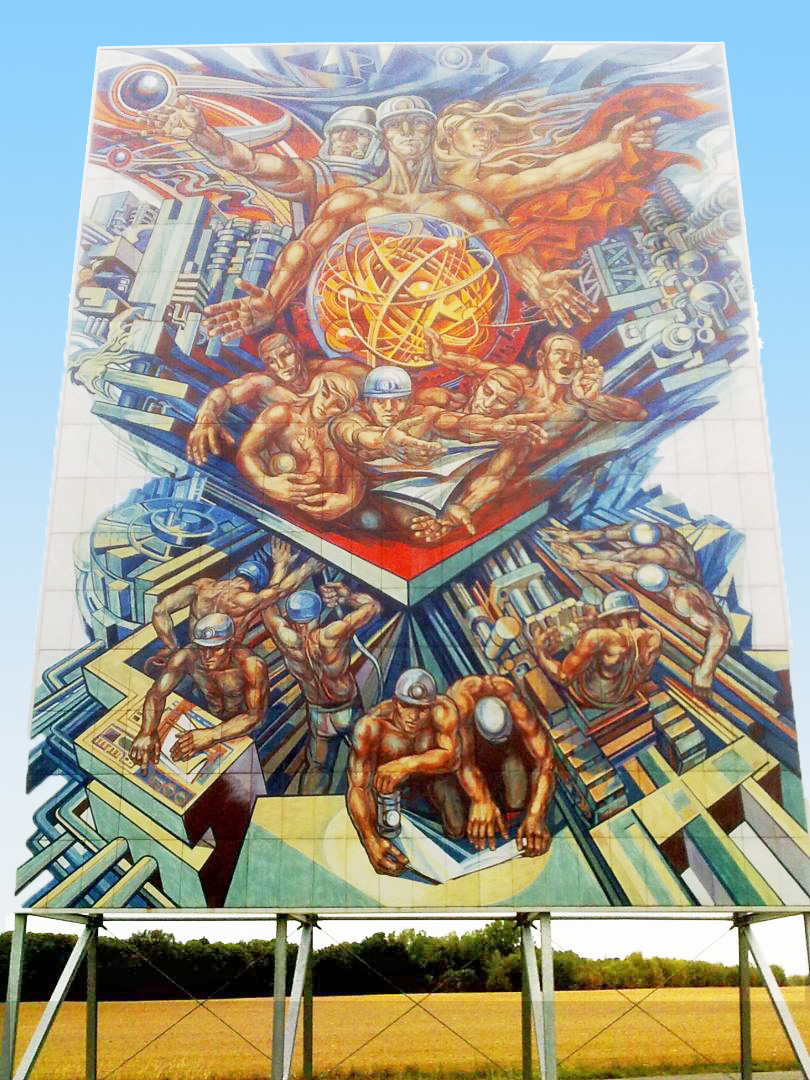
„Die friedliche Nutzung der Kernenergie“ von Werner Petzold
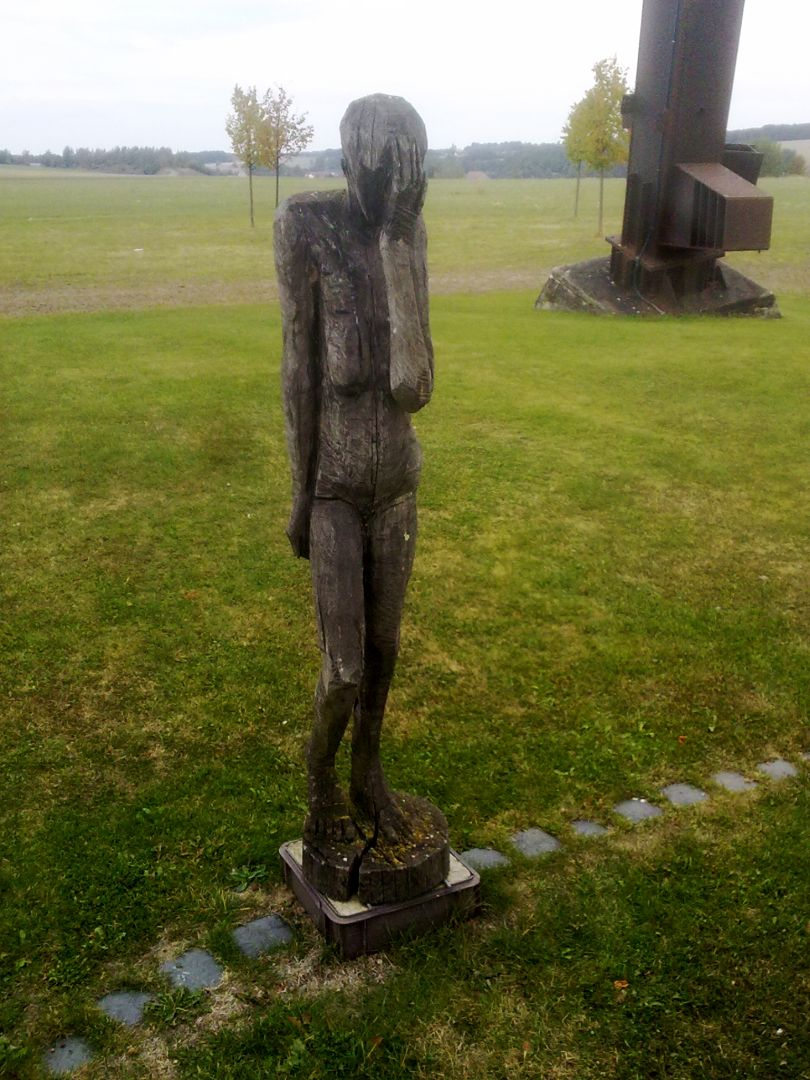
„Trauernde“ im Skulpturenpark

### Resurrektion Aurora
Ein offizielles Begleitprogramm des Landkreises Altenburger Land zur Bundesgartenschau 2007 war die Ausstellung Resurrektion Aurora (=Auferstehung der Morgenröte)  mit dem Fördergerüst des ehemaligen Schachtes 403 und einer Lindenallee für Fußgänger und Radfahrer zur sanierten Halde Beerwalde, die bis zur Bergkuppe begangen werden kann. Am 5. September 2009 wurde das Großbild „Die friedliche Nutzung der Kernenergie“ von Werner Petzold, ein Werk des Sozialistischen Realismus ursprünglich am Giebel eines Wismutgebäudes in Paitzdorf, zwischen Halde und Turm wieder eingeweiht. Mit 12 Metern Breite und fast 16 Metern Höhe ist es das vermutlich größte freistehende Bild weltweit. Der Skulpturenkunstpark „Menschliche Dimensionen“ wurde direkt unter dem Fördergerüst angelegt.

## Geschichte
Löbichau wurde im Jahre 1255 erstmals urkundlich als „Luboch“ erwähnt. Der Ort gehörte zum wettinischen Amt Altenburg, welches ab dem 16. Jahrhundert aufgrund mehrerer Teilungen im Lauf seines Bestehens unter der Hoheit folgender Ernestinischer Herzogtümer stand: Herzogtum Sachsen (1554 bis 1572), Herzogtum Sachsen-Weimar (1572 bis 1603), Herzogtum Sachsen-Altenburg (1603 bis 1672), Herzogtum Sachsen-Gotha-Altenburg (1672 bis 1826). Bei der Neuordnung der Ernestinischen Herzogtümer im Jahr 1826 kam der Ort wiederum zum Herzogtum Sachsen-Altenburg.
Nach der Verwaltungsreform im Herzogtum gehörte Löbichau bezüglich der Verwaltung zum Ostkreis (bis 1900) bzw. zum Landratsamt Ronneburg (ab 1900). Das Dorf gehörte ab 1918 zum Freistaat Sachsen-Altenburg, der 1920 im Land Thüringen aufging. 1922 kam es zum Landkreis Gera.
Nach dem Zweiten Weltkrieg entwickelte sich in der Region der Uranerzbergbau der SDAG Wismut. Bei der zweiten Kreisreform in der DDR wurden 1952 die bestehenden Länder aufgelöst und die Landkreise neu zugeschnitten. Somit kam die Gemeinde Löbichau mit dem Kreis Schmölln an den Bezirk Leipzig, der seit 1990 als Landkreis Schmölln zu Thüringen gehörte und bei der thüringischen Kreisreform 1994 im Landkreis Altenburger Land aufging. Vom 1. Februar 1992 bis 11. Oktober 1994 gehörte die Gemeinde der Verwaltungsgemeinschaft Löbichau-Wildenbörten an, die zum 12. Oktober 1994 in der Verwaltungsgemeinschaft Oberes Sprottental aufging.

## Wirtschaft und Infrastruktur

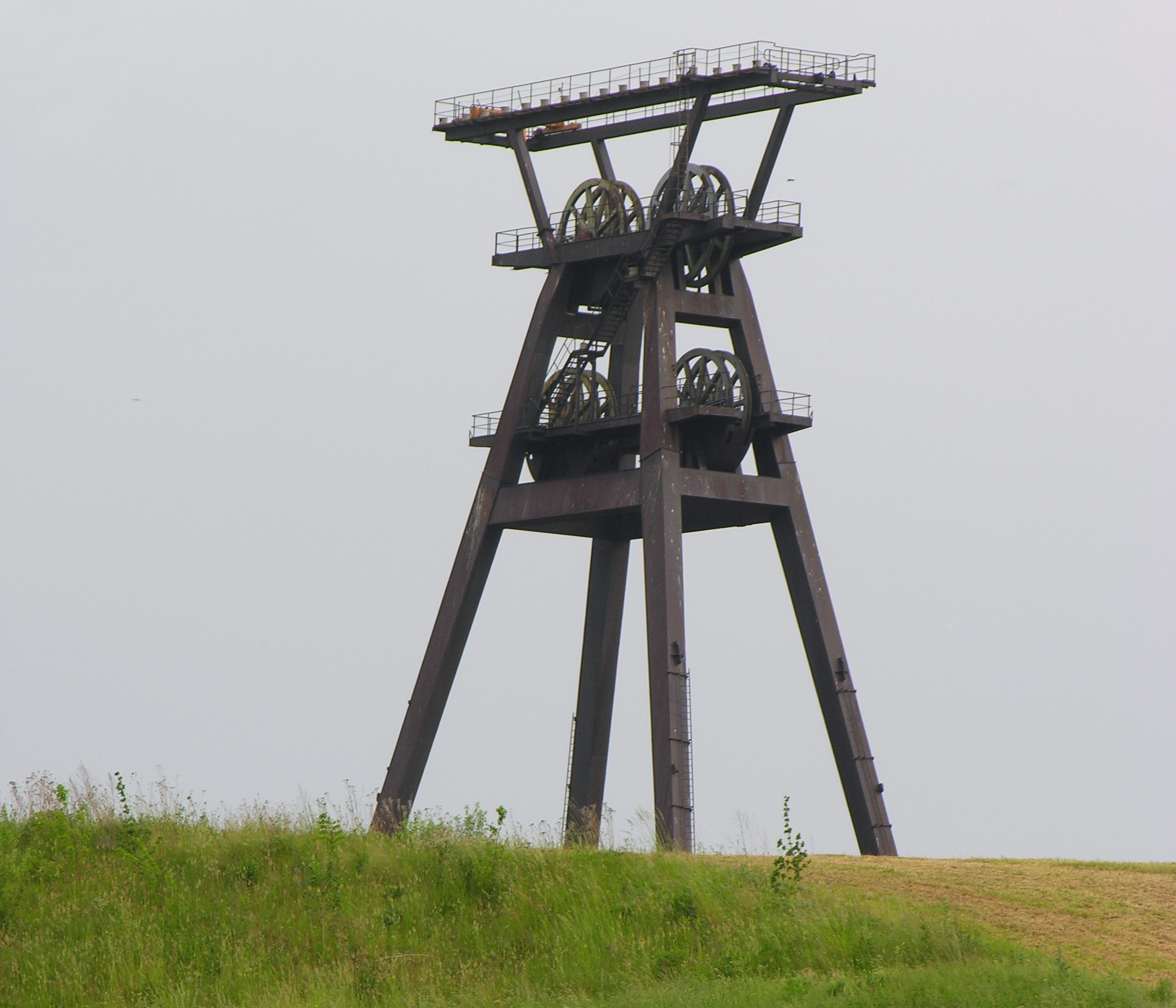
Fördergerüst Schacht 403 – Industriedenkmal in der Gemeinde Löbichau

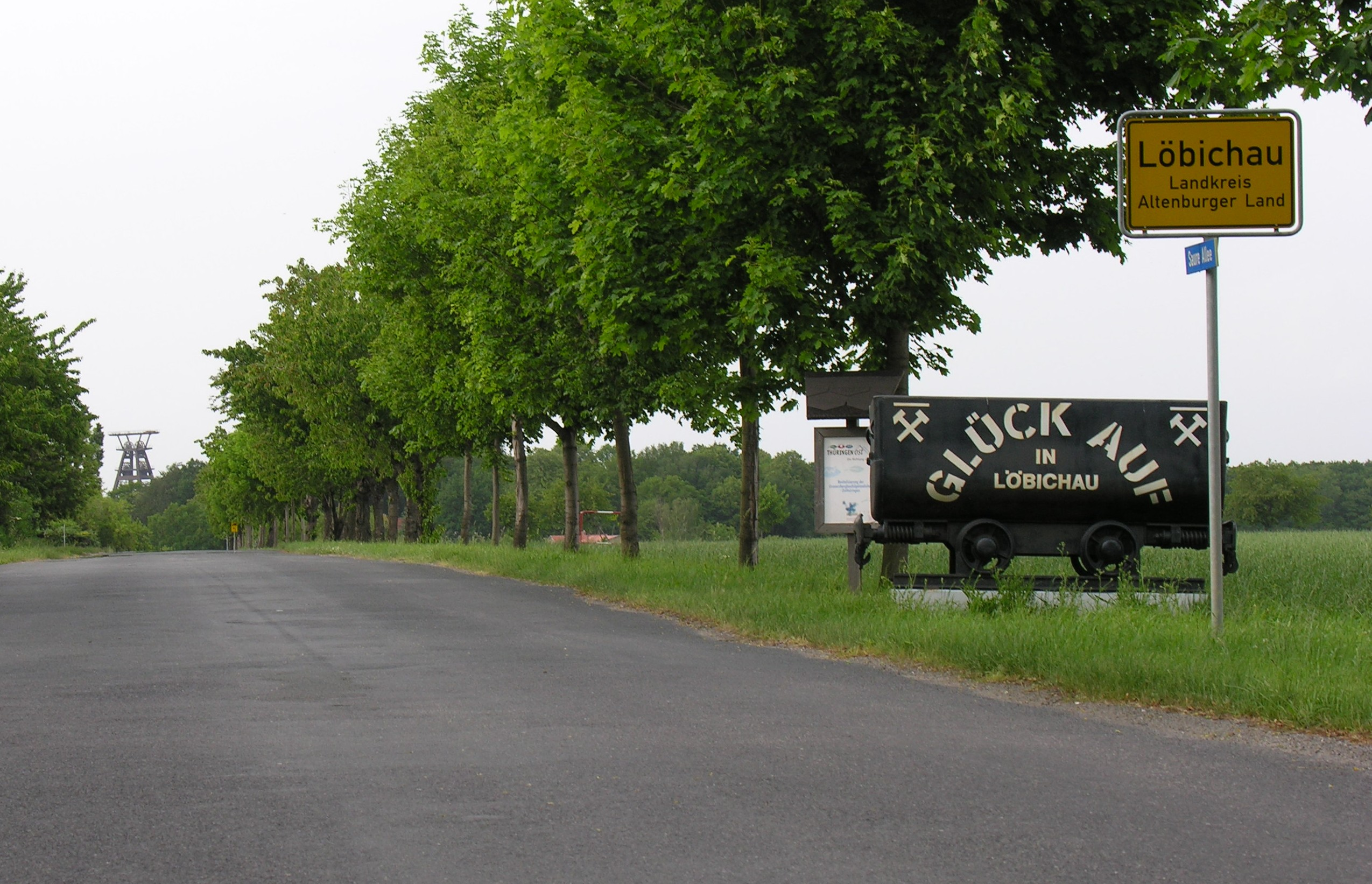
Löbichau – Erinnerung an Bergbauzeiten

### Verkehr
Durch das südliche Gemeindegebiet verläuft die Bundesstraße 7, die bei Beerwalde an der Anschlussstelle „Ronneburg“ auf die Bundesautobahn 4 trifft. In Beerwalde zweigte die von der Wismut-Werkbahn betriebene Bahnstrecke Beerwalde–Drosen nach Löbichau und Drosen von der Bahnstrecke Meuselwitz–Ronneburg ab. Beide Bahnstrecken sind für den Personenverkehr stillgelegt. Lediglich der Streckenabschnitt von der Sandgrube Kayna bei Naundorf bis Raitzhain wird heute noch im Güterverkehr bedient. Die Bahnstrecke Gößnitz–Gera verläuft im Süden an der Gemeinde vorbei. Der nächstgelegene Bahnhof befindet sich im benachbarten Nöbdenitz.

### Wasserver- und Abwasserentsorgung
Die Gemeinde Löbichau hat die Aufgaben der Wasserver- und Abwasserentsorgung an die Verwaltungsgemeinschaft Oberes Sprottental übertragen. Diese erledigen diese Aufgabe mit Hilfe des Eigenbetriebs Gemeindewerke "Oberes Sprottental".

### Bergbau
In der Region Ronneburg war das Vorhandensein von Uranerzen bereits zum Kriegsende 1945 bekannt. Für den Abbau wurde 1947 in Moskau die Staatliche Aktiengesellschaft der Buntmetallindustrie Wismut mit Betriebssitz in Aue gegründet. Die Gesellschaft und der Uranerzabbau standen von Beginn an unter sowjetischer Führung. Bei der Ausweitung geologischer Untersuchungen durch die zum 1. Januar 1954 umfirmierte SDAG Wismut konnten 1975 Uranerzvorkommen in Löbichau-Drosen nachgewiesen werden. Im Anschluss begann die Wismut mit Planung und Bau von Förderanlagen und der Eisenbahnanbindung (Bahnstrecke Beerwalde–Drosen) für den Abtransport des Fördergutes. Es entstand mit dem Schacht 415 einer der modernsten Fördertürme Europas und ein mehrgleisiger Güterbahnhof, der zu Beginn des Abbaus 1978 in Betrieb genommen wurde. Der Uranabbau begann 1982 und wurde nach der Wiedervereinigung 1990 eingestellt. Nach der Beendigung der sowjetischen Beteiligung im Jahr 1991 laut Deutsch-Sowjetischem Staatsvertrag wurde eine Wismut GmbH als Unternehmen der Bundesrepublik gegründet, die mit der Abwicklung bzw. Stilllegung betrieblicher Einrichtungen und der Sanierung und Rekultivierung beauftragt war. Durch Einflussnahme der Bürger und ihrer kommunalen Vertretung gelang es, das Fördergerüst des Schachtes 403 für die Gemeinde Löbichau als Industriedenkmal zu erhalten.

## Persönlichkeiten

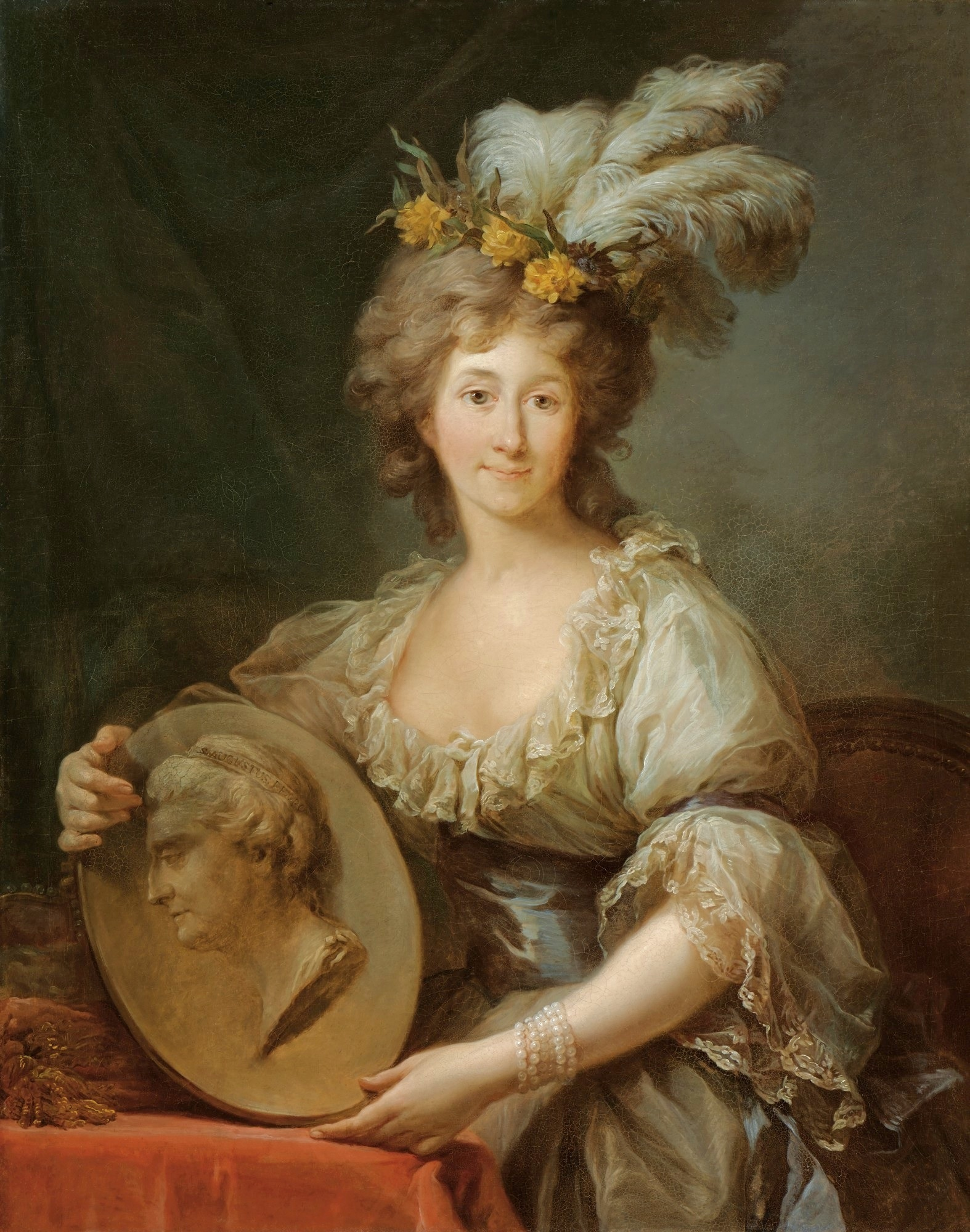
Herzogin Dorothea von Kurland (1761–1821)

Michael Ranft (1700–1774), Vampirismusforscher, war ab 1749 als Pfarrer in Großstechau tätig, wo er am 18. April 1774 auch verstarb.
Die Gutsherrschaft Löbichau und Schloss Tannenfeld befanden sich seit 1794 im Besitz der Herzogin Dorothea von Kurland. Wegen der häufigen Anwesenheit europäischer Herrscher der damaligen Zeit und deutscher Geistesgrößen ist das Schloss bis heute als Musenhof der Herzogin von Kurland bekannt.
Samuel Benjamin Reichel (1716–1793), Theologe und Gymnasiallehrer, wurde im Ortsteil Großstechau geboren. Auch der Erziehungswissenschaftler Theo Dietrich (* 1917) wurde in Löbichau geboren.